# Lannoy-Cuillère
Lannoy-Cuillère ist eine französische Gemeinde mit 281 Einwohnern (Stand 1. Januar 2022) im Département Oise in der Region Hauts-de-France. Sie gehört zum Arrondissement Beauvais, zur Communauté de communes de la Picardie Verte und zum Kanton Grandvilliers.

## Geographie
Lannoy-Cuillère ist die westlichste Gemeinde des Départements Oise. Sie liegt am Oberlauf des Flusses Bresle rund acht Kilometer südlich von Aumale an der Grenze zum Département Seine-Maritime. Sie erstreckt sich im Osten bis zur Bahnstrecke von Aumale nach Abancourt, umfasst die Weiler Frettencourt im Westen sowie Ménival im Osten und Rothois im Tal der Bresle. Im Grenzgebiet zur Gemeinde Criquiers wurde 2006 der Bau eines Windparks genehmigt.

## Einwohner
| Jahr                       | 1962 | 1968 | 1975 | 1982 | 1990 | 1999 | 2006 | 2013 | 2021 |
| -------------------------- | ---- | ---- | ---- | ---- | ---- | ---- | ---- | ---- | ---- |
| Einwohner                  | 315  | 280  | 236  | 244  | 232  | 211  | 216  | 271  | 284  |
| Quellen: Cassini und INSEE |      |      |      |      |      |      |      |      |      |

## Sehenswürdigkeiten
- Kirche Notre-Dame-de-l'Assomption
- Kirche Saint-Pierre
- Kirche Saint-Sulpice
- Wallfahrtskapelle Dieu de Pitié
- Schloss in Ménival
- Soldatengräber mit sieben Gefallenen aus dem Commonwealth

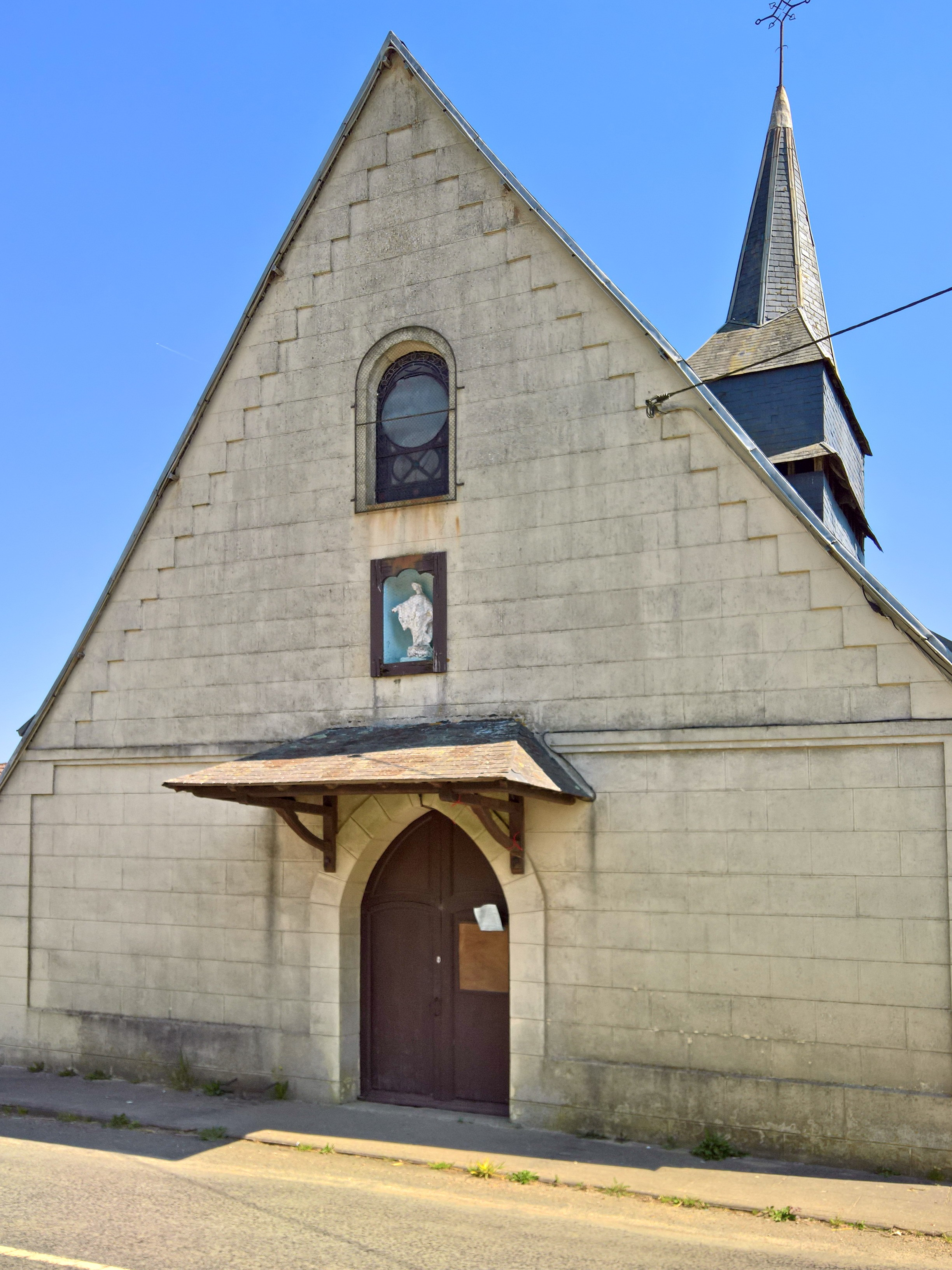
Kirche Notre-Dame-de-l'Assomption
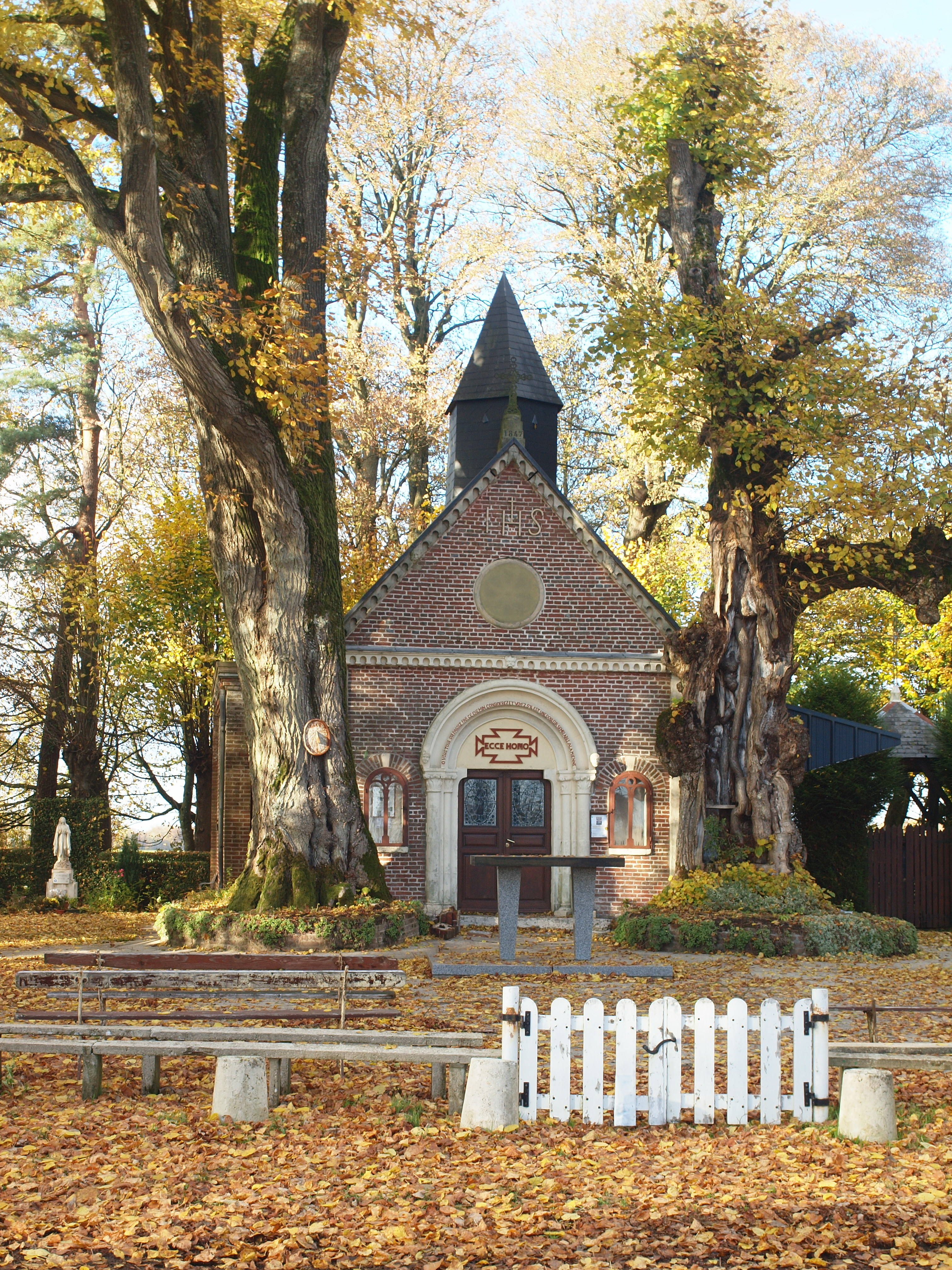
Kapelle Dieu de Pitié
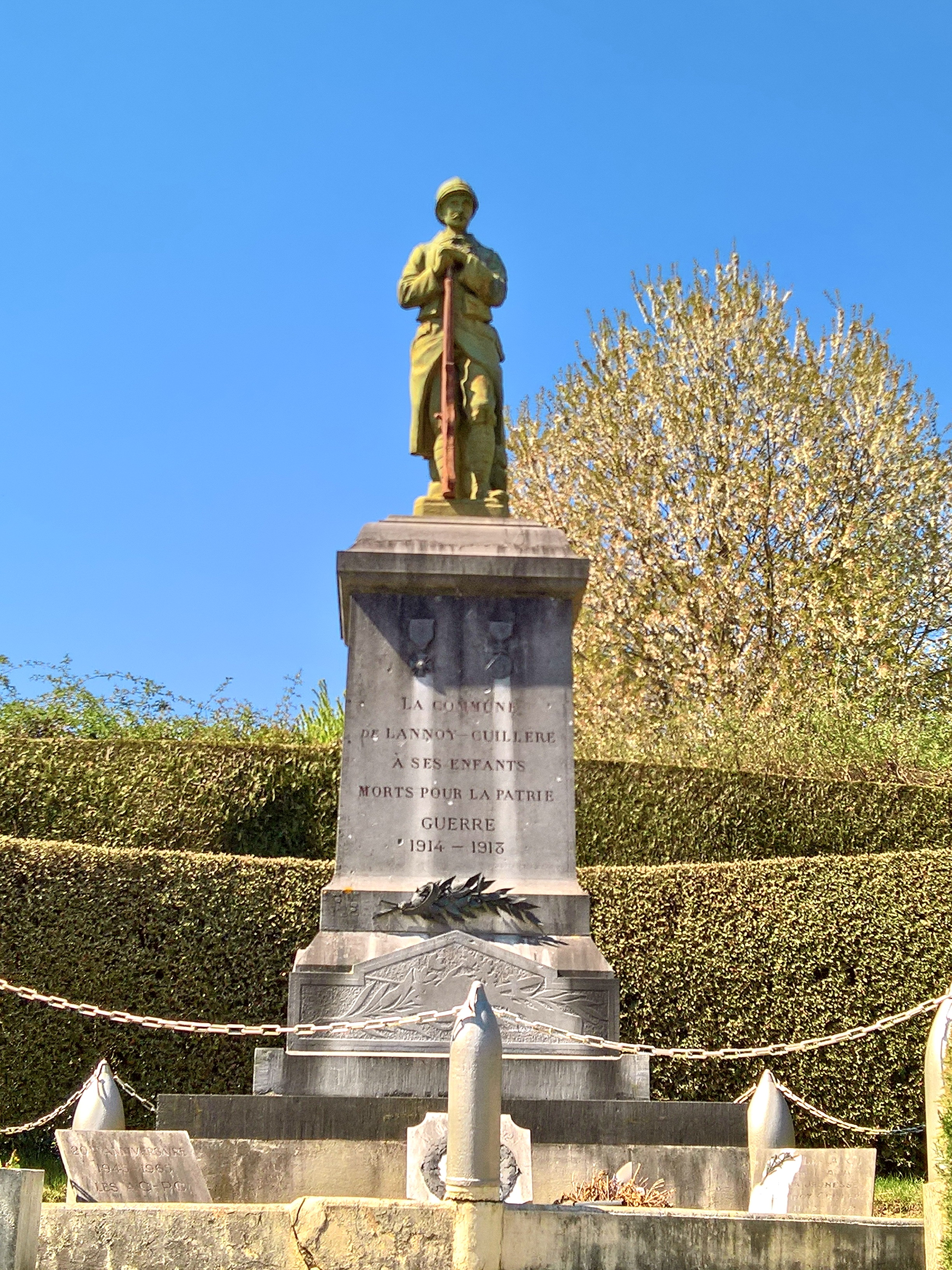
Gefallenendenkmal